# Rumex alpinus
Il rabarbaro alpino (Rumex alpinus L.) è una pianta perenne appartenente alla famiglia delle Poligonacee.

## Descrizione

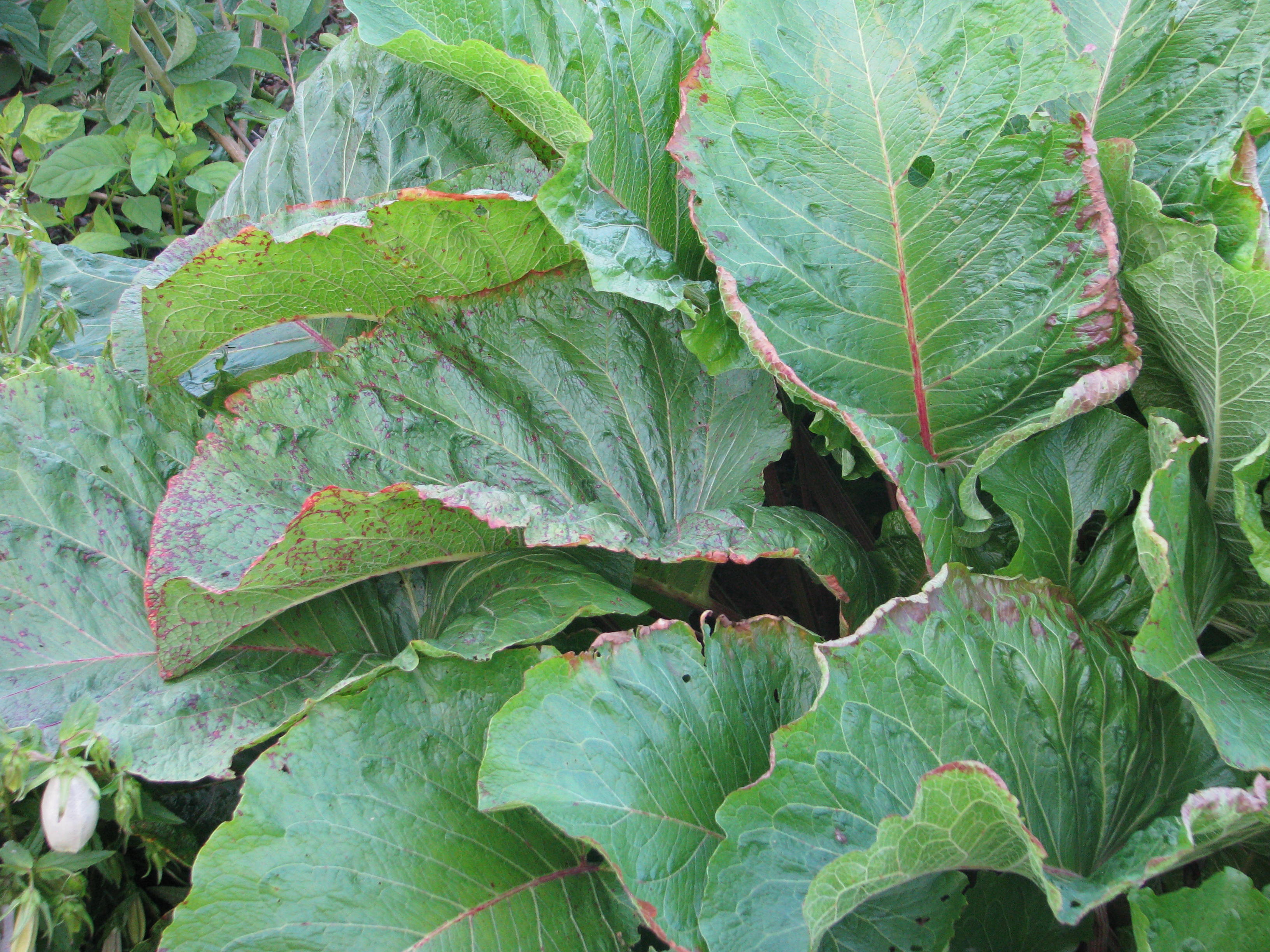
Foglie

Pianta comune alta 6-15 dm con rizoma strisciante, grosso, dal quale si dipartono numerose radichette; fusto eretto, striato, ramoso; foglie a lamina molto grande, ovata/rotonda, a base con rientranza cuoriforme (cordata) e margine irregolare, la foglie basali sono con piccioli scanalati, superficie glabra con un fitto intreccio di nervature, le superiori piccole e con forma più allungata con piccioli e nervature centrali arrossati; i fiori sono riuniti in pannocchie terminali dense, allungate; il frutto è un achenio a tre spigoli, il seme è nero e lucido.

## Distribuzione e habitat
È una pianta nitrofila e si trova comunemente presso alpeggi, luoghi incolti o ruderali e/o abbandantemente concimati, anche ad anni di distanza dal loro abbandono. Fiorisce tra luglio e agosto e vive in ambienti montani tra 1600 a 2300 m.